# Талас (река)
Река Талас извире у Талаској области у Киргистану и тече западно у Казахстан. Настала је спајањем двају река, Каракол и Уч-Кошој. Протиче кроз град Тараз у Замбил провинцији, Казахстан и нестаје пре него што достигне језеро Ајдин.
Ли, Чу и Талас су три степске реке које прво теку западно па северозападно. Река Ли извире у Синкјангу, тече западно до тачке северно од језера Исик Кул где скреће на северозапад ка језеру Балхаш. Река Чу извире западно од језера Исик Кул, тече кроз степе и пресушује пре него што дође до Сир Дарје. Река Талас почиње западно и јужно од реке Чу, тече западно и северозападно али пресуши пре него што достигне реку Чу.

## Историја
Током битке код Таласа (именована је по реци) 751. године, Абасиди су победили кинеску Танг династију коју је предводио генерал Го Сеонџи, а повод је био неспоразум око клијент краљевства у Фергана долини.
Кинески монах Ксуанзанг на једном од својих путовања стигао је од реке Чу до Таласа.